# Valley-Hi
Valley-Hi è un comune (borough) degli Stati Uniti d'America, situato nello stato della Pennsylvania, nella contea di Fulton.